# Autosomal-rezessive kongenitale Ichthyose
Die Autosomal-rezessive kongenitale Ichthyose (ARCI) ist eine Gruppe sehr seltener angeborener Erkrankungen mit den Hauptmerkmalen einer Ichthyose und autosomal-rezessiver Vererbung.
Frühere Bezeichnungen: Ichthyosis congenita-Gruppe oder kongenitale Ichthyosen

## Einteilung
Die Gruppe umfasst nach der Orphanet-Datenbank:
- Badeanzug-Ichthyose, Synonyme: Bathing-suit-Ichthyose; BSI
- Kongenitale ichthyosiforme Erythrodermie (CiE)
- Harlekin-Ichthyose
- Exfoliative Ichthyose
- Lamelläre Ichthyose
- SHCB, Synonym: Selbstheilendes Kollodium-Baby[3]
- Akrales SHCB[4]

## Verbreitung
Die Häufigkeit wird mit unter 1 zu ca. 1.000.000 angegeben, die Vererbung erfolgt autosomal-rezessiv.

## Ursache
Je nach zugrunde liegender Mutation können folgende Typen unterschieden werden:
- ARCI1, Synonyme: Badeanzug-Ichthyose; Bathing-suit-Ichthyose; BSI, Mutationen im TGM1-Gen auf Chromosom 14 Genort q12[5]
- ARCI2, Mutationen im ALOX12B-Gen auf Chromosom 17 Genort p13.1[6]
- ARCI3, Mutationen im ALOXE3-Gen auf Chromosom 17 Genort p13.1[7]
- ARCI4A, Synonyme: Ichthyosis Congenita IIB; ICR2B, Mutationen im ABCA12-Gen auf Chromosom 2 Genort q35[8]
- ARCI4B, Synonyme: Harlequin-Fetus, Mutationen im ABCA12-Gen auf Chromosom 2 Genort q35[9]
- ARCI5, Synonyme: Ichthyosis Congenita III, Mutationen im CYP4F22-Gen auf Chromosom 19 Genort p13.12[10]
- ARCI6, Mutationen im NIPAL4-Gen auf Chromosom 5 Genort q33.3[11]
- ARCI7, Mutationen auf Chromosom 12 Genort p11.2-q13.1[12]
- ARCI8, Synonyme: Lamellar Ichthyosis, Late-Onset, Mutationen im LIPN-Gen auf Chromosom 10 Genort q23.31[13]
- ARCI9, Mutationen im CERS3-Gen auf Chromosom 15 Genort q26.3[14]
- ARCI10, Mutationen im PNPLA1-Gen auf Chromosom 6 Genort p21.31[15]
- ARCI11, Synonyme:  Ichthyosis With Hypotrichosis, Autosomal Recessive; ARIH; Ichthyosis And Follicular Atrophoderma With Hypotrichosis And Hypohidrosis; IFAH, Mutationen im ST14-Gen auf Chromosom 11 Genort q24.3[16]
- ARCI12, Mutationen im CASP14-Gen auf Chromosom 19 Genort p13.12[17]
- ARCI13, Mutationen im CDR9C7-Gen auf Chromosom 12 Genort q13.3[18]
- ARCI14, Mutationen im SULT2B1-Gen auf Chromosom 19 Genort q13.33[19]